# Macleania floribunda
Macleania floribunda är en ljungväxtart som beskrevs av William Jackson Hooker. Macleania floribunda ingår i släktet Macleania och familjen ljungväxter. Inga underarter finns listade i Catalogue of Life.